# 乔瓦尼·弗兰奇尼
乔瓦尼·弗兰奇尼（義大利語：Giovanni Francini，1963年8月3日—），意大利男子足球运动员，场上位置是后卫。他曾代表意大利国家队参加1988年欧洲足球锦标赛，结果止步半决赛。